# Королева Марго
«Королева Марго» (фр. La Reine Margot) — исторический роман Александра Дюма-отца, опубликованный в 1845 году и образующий первую часть трилогии о гугенотских войнах, которую продолжают книги «Графиня де Монсоро» и «Сорок пять». На основе романа была написана одноимённая пьеса, поставленная на сцене в 1847 году.

## Сюжет
Действие романа происходит в эпоху гражданских войн во Франции (1562—1594) — кровавых столкновений католиков и протестантов (гугенотов). 18 августа 1572 года католичку Маргариту де Валуа венчают с главой протестантов Генрихом Наваррским в политических целях. На момент свадьбы у Марго была любовная связь с герцогом де Гизом, а у Генриха с придворной дамой Екатерины Медичи, мадам де Сов. В первую брачную ночь к молодой жене приходит герцог, но следом за ним Маргариту посещает король Наваррский, и де Гиз прячется в кабинете. Генрих предлагает Марго быть союзниками во всех придворных интригах, она соглашается, и муж уходит. Герцог тоже уходит от Маргариты, разрывая с ней любовные отношения. Первую брачную ночь Марго проводит в одиночестве, и муж, и любовник оставили её одну.
Протестантская знать проводит время в пирах и увеселениях с католическим королевским двором. Король Карл IX называет отцом адмирала де Колиньи. Кажется, что хрупкий мир восстановлен. В это время в Париж приезжает де Ла Моль, протестантский дворянин, со свитой Генриха Наваррского и останавливается в гостинице «Путеводная звезда». Там он встречает графа Аннибала де Коконнаса и завязывает с ним дружбу.
А между тем 22 августа в адмирала стрелял убийца, но промахнулся, гугеноты возмущены и требуют найти стрелявшего. Уже зреет заговор. 24 августа, в день Св. Варфоломея, несколько головорезов де Гиза во главе с Бэмом убивают адмирала, и это служит началом к резне протестантов, кровавой Варфоломеевской ночи. Коконнас, опьянённый кровью, вместе с хозяином гостиницы мэтром Ла Юрьером пытается убить Ла Моля, но тот скрывается в Лувре, Коконнас догоняет его и встречает Ла Моля в комнате Маргариты. Бедный гугенот, раненый, прижимается к королеве и просит защитить его. Де Коконнас убегает в ярости, а Марго оставляет у себя лечить Ла Моля, который уже влюблён в неё без памяти. Граф бежит к протестанту-ростовщику, которому должен денег, и дерётся на шпагах с его сыном. За поединком и победой Аннибала наблюдает Анриетта, герцогиня Неверская, подруга Маргариты, а после того как он потерял сознание, герцогиня приютила его.

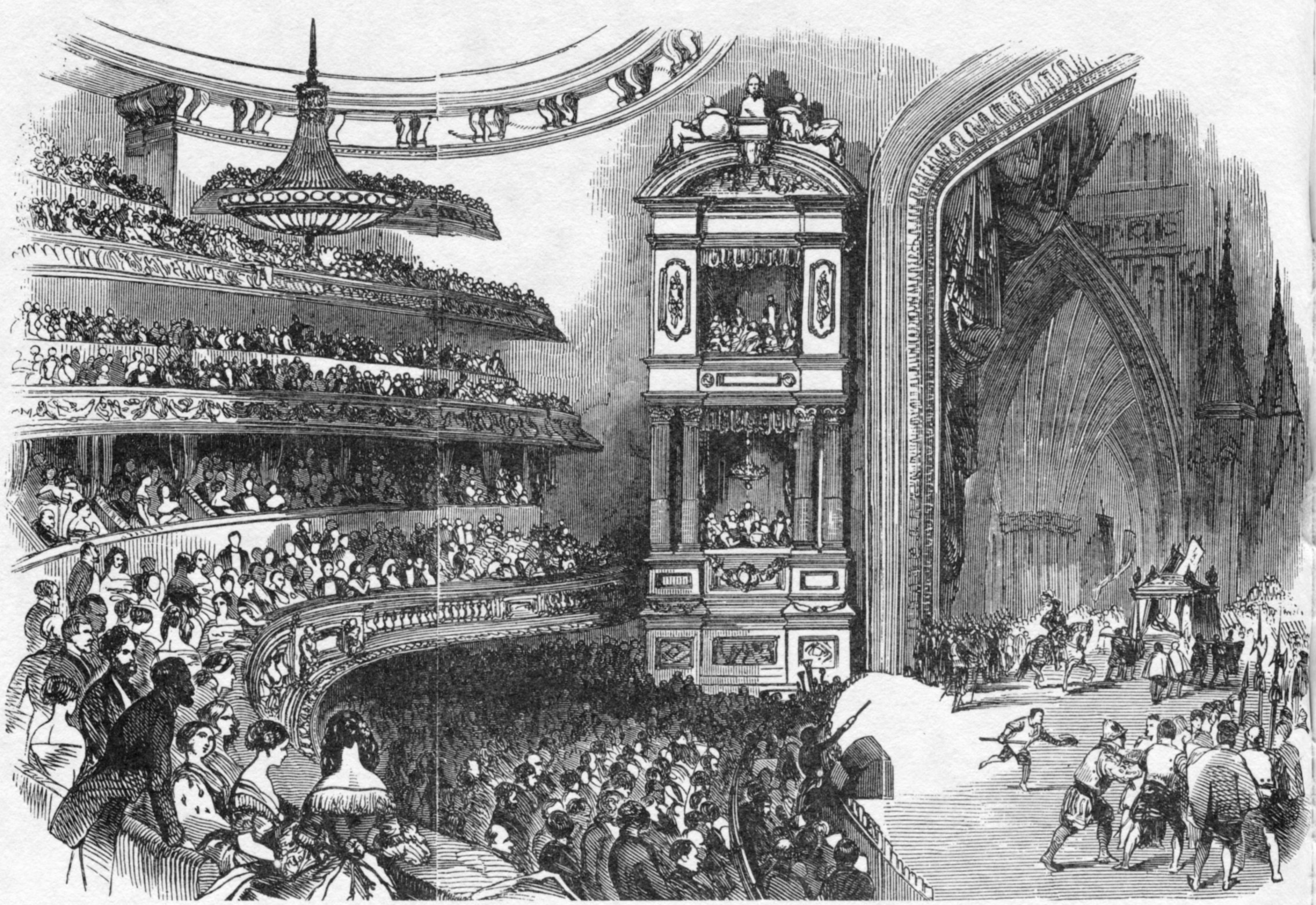
«Королева Марго» Александра Дюма, открытие «Исторического театра» на бульваре дю Тампль,.

Через некоторое время весь королевский двор поехал посмотреть на труп Колиньи, там же встретились Ла Моль и Коконнас и договорились о дуэли. Во время дуэли оба были ранены, но Аннибал пострадал больше, чем де Ла Моль. Забыв старые обиды, Лерак купил у палача Кабоша, разбиравшегося и в медицине, чудесное снадобье, которое и вылечило Коконнаса. А став возлюбленными королевы и герцогини, они окунаются в придворный мир интриг, главой которых является Екатерина. И когда Ла Моль заказал у парфюмера Рене куколку Маргариты с иглой в сердце для того, чтоб она его любила вечно, Чёрная вдова сделала так, чтобы их признали виновными в заговоре против короля, и двоих друзей посадили в Бастилию. Там на пытках Ла Молю раздробили кости на ногах, а Аннибал этого избежал благодаря давнему рукопожатию с парижским палачом, и на «пытках» рассказал всё в удобном им свете. Двух отважных дворян казнили. Преданные им возлюбленные похоронили их как католиков.
В конце книги король Карл IX умер, а на трон взошёл любимый сын Екатерины, герцог Анжуйский, Генрих III.

## В театре
- 20 февраля 1847 года «Королевой Марго» в обработке автора и Огюста Маке на парижском бульваре дю Тампль открылся построенный по заказу Александра Дюма «Исторический театр[фр.]».

## Экранизации
- «Королева Марго[фр.]» (Франция,1910), режиссёр Камилл де Морлон[фр.], в главной роли Берт Бови[фр.]
- «Королева Марго[фр.], Франция, 1914, режиссёр Анри Дефонтен[фр.], в главной роли Леонтин Массарт[фр.]
- «Королева Марго» — режиссёр Жан Древиль (1954, Франция), в главной роли Жанна Моро
- «Королева Марго» (ТВ) — режиссёр Рене Люкот, в главной роли Франсуаза Прево (1961, Франция)
- «Королева Марго» — режиссёр Патрис Шеро, в главной роли Изабель Аджани (1994, Франция—Германия—Италия)
- «Королева Марго» — телесериал, режиссёр Александр Муратов (1996, Россия)